# Funisciurus
Funisciurus é um gênero de roedores da família Sciuridae.

## Espécies
- Funisciurus anerythrus (Thomas, 1890)
- Funisciurus bayonii (Bocage, 1890)
- Funisciurus carruthersi Thomas, 1906
- Funisciurus congicus (Kühl, 1820)
- Funisciurus isabella (Gray, 1862)
- Funisciurus lemniscatus (Le Conte, 1857)
- Funisciurus leucogenys (Waterhouse, 1842)
- Funisciurus pyrropus (F. Cuvier, 1833)
- Funisciurus substriatus de Winton, 1899